# Juki onna

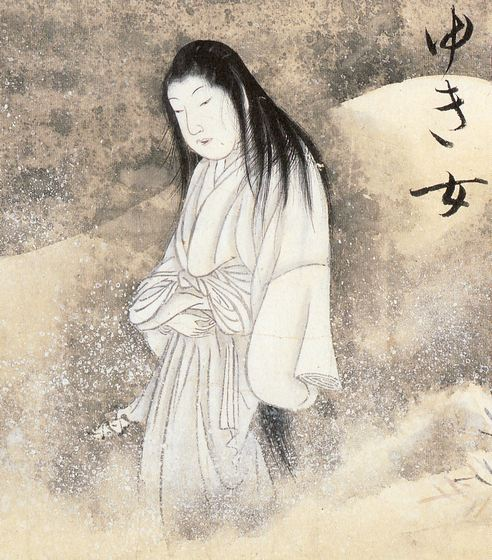
Juki onna – Sněžná žena (Sawaki Suushi, 1737)

Juki onna (japonsky 雪女 - sněžná žena), je jednou z jókai vyskytující se v japonské mytologii. Jejími oběťmi bývají zejména poutníci, které ve vánicích svádí z cesty. 
První zmínka o tomto přízraku pochází z období Muromači (1336–1573)

## Popis
Juki onna má podobu vysoké, krásné ženy s dlouhými černými vlasy a sněhově bílou, až skoro průhlednou pokožkou, díky které snadno splývá se zasněženým okolí. Bezbarvému obličeji přízraku kontrastují modré rty a oči, které dle mnoha pověstí vzbuzují v každém, na koho se přízrak podívá, smrtelný strach. Nosí bílé kimono, často je popisována i jako úplně nahá. Pomalu se vznáší nad zemí pokrytou sněhem, přičemž nezanechává žádné stopy některé prameny říkají, že nemá nohy, což je typickým znakem mnoha japonských duchů. Typická je pro ni i schopnost přeměny na oblak mlhy nebo na sníh. 

## Pověst
V pověstech napříč různými japonskými prefekturami nemá Juki onna zcela jednotný přístup k lidem, se kterými přijde do kontaktu.
V prefekturách Ibaraki, Fukušima, Akita a Fukui je popisována jako žena, která se za sněžné bouře pokouší s poutníkem navázat rozhovor. Pokud se jí povede zapojit osobu do rozhovoru, svede jej během něj z cesty a poté zmizí. Pokud je zcela ignorována, stává se agresivní, přičemž svou oběť popadne a poté shodí do rokle. 
Další příběh líčí, že je princeznou z Měsíce a jelikož se tam nudila, rozhodla se navštívit Zemi, na níž nešťastně uvízla.
Jiný z příběhů hovoří o ženě, která prochází zimou, dokud ji někdo neosloví, načež zmizí ve sněhu.
Dále existuje také verze legendy hovořící o ženě, která se ptá po čaji nebo studené vodě, přičemž ledová voda způsobí, že její tělo nabobtná a po vypití čaje zcela roztaje.
O tom, že není zcela bezcitná, vypráví jiná japonská pověst:
Před dávnými časy žil na severu dřevorubec Mosaku se svým učedníkem Minokičim. Žil, jak jen nejlépe uměl a tvrdě pracoval, díky tomu se měli poměrně dobře. V jeden zimní den se obloha zatáhla těžkými mraky a zanedlouho přišla vánice. Proto se Mosaku se svým učedníkem skryli ve srubu, kde se snažili před sněhovou bouří ukrýt. Sněžné bouře byly v této oblasti časté, ale většinou netrvaly moc dlouho – jen tahle stále nepřestávala. Oba dřevorubci dlouho čekali, až je přemohl spánek. V noci sníh uhasil oheň v chatě a oběma dřevorubcům byla zima. Proto se Minokiči zvedl, že znovu zatopí. Najednou se rozletěly dveře a dovnitř zavanul studený severák. V chatě se objevila žena v bílém kimonu. Byla to ta nejnádhernější žena, jakou kdy muž této planety viděl. Žena přistoupila k Mosakuovi a dýchla na něj. Minokiči se ve strachu chtěl skrýt a bál se, že ho žena také zmrazí svým dechem. Juki onna se ale slitovala a nechala ho žít. Odešla, se slovy:
"Neměj strach. Dnes v noci tě nechám být. Jsi příliš mladý na to, abys zemřel. Ale pamatuj: Nikdy a nikomu nesmíš povědět, cos viděl."
Ráno nalezl tělo Mosakua zmrzlé až na kost. Vánice byla pryč a Minokiči si myslel, že se mu to jen zdálo. Mlčel celý rok.
Přišla další zima a ticho večera vyrušilo zaklepání na dveře. Před srubem stála malá dívenka. Chtěla se skrýt před vánicí. Dívka byla krásná a proto ji Minokiči dovolil u něj přespat. Celou noc si povídali a zjistili, že si velmi rozumí. Za čas se konala honosná svatba. Byli spolu velmi šťastní a narodili se jim dvě děti. Přišla další zima a byla velmi, velmi chladná. Když si spolu takhle povídali u krbu, zjistil Minokiči, že mu jeho manželka připomíná někoho známého. A najednou mu to došlo –jeho žena vypadá přesně jako Juki onna. Chvíli se  o tom bavili a Minokiči zjistil, že jeho žena je Juki onna. Jen si toho za celé ty roky šťastného manželství nevšiml. Kvůli tomu, že Minokiči porušil svůj slib, musela jeho žena odejít a Minokiči ji už nikdy více nespatřil.